# Тхієу Чі
Тхієу Чі (в'єт. Thiệu Trị tʰiəw˧˨ʔ t͡ɕi˧˨ʔ, хан ти 紹治, букв. "Спадкове процвітання"; 6 червня 1807 — 4 листопада 1847) — 3-й імператор династії Нгуєн в державі Дайнам, що володарював в 1841—1847 роках. Храмове ім'я Нгуєн Тхієн То.

## Життєпис
Старший син принца Фук Дама від наложниці Хо Тхі Хоа. Народився 1807 року в м. Хюе, отримавши ім'я М'єн Тонг. У 1820 році, коли батько зайняв трон під девізом Мінь Манг став спадкоємцем трону. Здобув гарну конфуціанську освіту. З 1830-х років долучився до державних справ. Висловлював обурення поступливістю цінського уряду після поразки у Першій опіумній війні. Водночас цікавився західними технологіями.
У 1841 році після смерті батька успадкував трон, взявши девіх Тхієу Чі («Спадкове процвітання»). Продовжив політику ізоляціонізму, протидії католицьким місіонерам та посиленню конфуціанства в усіх сферах життя.
Напочатку також активно боровся проти китайських піратів, що знову почали завдавати чималої шкоди торгівлі. 1842 року в'єтнамський флот здобув перемогу над піратською флотилією в Тханьхоа.
Водночас з 1841 року почалася війна із Сіамом, викликана підтримкою останнього повстання кхмерів. Загалом виявилася невдалою для Дайнаму, оскільки Камбоджа відновила державність під спільним протекторатом Сіаму й Дайнаму. Причинами невдачі було те, що в'єтнамські війська вимушені були до 1842 року придушувати також повстання в Кохінхіні.
Видав наказав про арешт французьких місіонерів. У відповідь французький уряд 1843 року відправив на їх захист ескадру. Нові конфлікти з Францією та США щодо діяльності місіонерів виникали також у 1845 і 1847 роках. Проте до 1847 року ситуація з нападами на в'єтнамські судна знову погіршилася.
Протягом 1847 року французький флот завдав поразки в'єтнамцям, знищивши прибережні форти. У відповідь імператор наказав стратити усіх арештованих місіонерів. Втім його наказ не було виконано. Невдовзі Тхієу Чі помер. Трон успадкував його син Ти Дик.

## Родина
Мав 29 синів і 35 доньок.

## Творчість
Був талановитим поетом. З його доробку (128 віршів) найвідомішими є 2 поеми написані китайською мовою «Ву Чунг Шон Тхуї» («Сцена під дощем») та «Пхуок В'єн Ван хої лионг да ман нгам» («Поетична ніч у Пхуоку В'єн»).